# Chevilly (Loiret)
Pour les articles homonymes, voir Chevilly.
Chevilly est une commune française, située dans le département du Loiret en région Centre-Val de Loire.

## Géographie

### Localisation

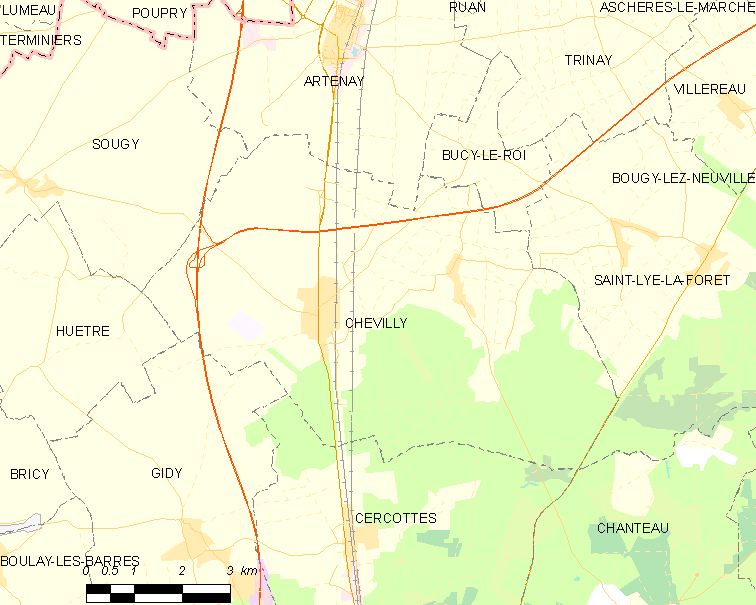
Carte de la commune de Chevilly (Loiret) et des communes limitrophes.

La commune de Chevilly se trouve dans le quadrant nord-ouest du département du Loiret, dans la région agricole de la Beauce riche et l'aire urbaine d'Orléans. À vol d'oiseau, elle se situe à 14,0 km d'Orléans, préfecture du département, et à 6,0 km d'Artenay, ancien chef-lieu du canton dont dépendait la commune avant mars 2015. La commune fait partie du bassin de vie d'Orléans.
Les communes les plus proches sont : Cercottes (4,7 km), Bucy-le-Roi (4,8 km), Gidy (5,2 km), Artenay (6 km), Huêtre (6 km), Sougy (7 km), Bricy (7,7 km), Saint-Lyé-la-Forêt (8,2 km), Poupry (8,3 km) et Saran (8,6 km).

### Géologie et relief
- Fz : Alluvions récentes des lits mineurs (Holocène)
- qOE : Limons et loess quaternaires
- m3-p1SASo : Sables et argiles de Sologne (Langhien supérieur à Pliocène inférieur.)
- m2MSO : Marnes et sables de l'Orléanais (Burdigalien)
- m2MCO : Marnes et calcaires de l'Orléanais (Burdigalien)

Carte géologique de la commune de Chevilly.
Fz : Alluvions récentes des lits mineurs (Holocène)
qOE : Limons et loess quaternaires
m3-p1SASo : Sables et argiles de Sologne (Langhien supérieur à Pliocène inférieur.)
m2MSO : Marnes et sables de l'Orléanais (Burdigalien)
m2MCO : Marnes et calcaires de l'Orléanais (Burdigalien)
(: Gouffre, aven
$ : Carrière à ciel ouvert

La région d’Orléans se situe dans le sud du Bassin parisien, vaste cuvette composée d’un empilement de couches sédimentaires d’origines essentiellement détritiques (issus de l’érosion d’anciennes chaînes de montagnes) et carbonatées (précipitation de carbonate de calcium). Ces dépôts s'étagent du Trias (- 250 millions d’années) au Pliocène (- 23 millions d’années) et se font surtout en contexte marin, mais aussi en milieu lacustre. Les successions de périodes glaciaires et interglaciaires au Quaternaire aboutissent à la configuration géomorphologique actuelle : altération plus ou moins profonde des roches en place, terrasses alluviales anciennes perchées sur les plateaux et incision de la vallée actuelle de la Loire,.
Les calcaires de Beauce, qui constituent le socle du territoire communal, se forment à l'Aquitanien (de - 23 à - 20,5 millions d’années). Leur partie supérieure, les marnes et calcaires de l’Orléanais (m2MCO), occupe la partie nord-ouest de la commune. Les marnes et sables de l’Orléanais (m2MSO), premiers dépôts burdigaliens (de – 20,44 à – 15,97 millions d'années) recouvrant les calcaires de Beauce, occupent la partie sud-est de la commune. Ces sables sont essentiellement composés de grains de quartz émoussés, accompagnés de feldspaths kaolinisés et friables, de silex à patine noire et de graviers calcaires particulièrement fréquents à la base de la formation,. Cette formation est elle-même surmontée par les sables et argiles de Sologne (m3-p1SASO), datés du Langhien supérieur au Pliocène inférieur, une formation composée de sables (quartz gneissique ou granitique) argileux très grossiers à fins et de lentilles d’argile verte, pure ou sableuse, occupant une frange au sud-est de la commune.
Fragmentés et fissurés, les calcaires peuvent être le siège de phénomènes karstiques. Les circulations préférentielles d’eaux souterraines érodent ces calcaires en profondeur et entraînent la formation de dépressions, gouffre ou dolines. Les manifestations en surface de ces fragilités ne sont pas rares dans la région orléanaise. 110 cavités ont été inventoriées par le service régional Centre du BRGM sur la commune, en octobre 2003 : vingt-et-un gouffres et des dolines (dépressions circulaires ou elliptiques liée à l'activité karstique).
Le territoire communal est relativement plat puisque la dénivelée maximale est de 21 mètres. L'altitude du territoire varie en effet de 117 mètres à 138 mètres,.

### Paysages
Le territoire de la commune est partagé entre les grandes cultures et les massifs forestiers. Elle est composée d'un bourg s'étirant le  long de la route départementale 2020 (ex-RN 20), de hameaux et de fermes dispersés dans la plaine.

### Hydrographie
Aucun cours d'eau permanent n'est répertorié sur la commune.

### Climat
Pour des articles plus généraux, voir Climat du Centre-Val de Loire et Climat du Loiret.
En 2010, le climat de la commune est de type climat océanique dégradé des plaines du Centre et du Nord, selon une étude du CNRS s'appuyant sur une série de données couvrant la période 1971-2000. En 2020, Météo-France publie une typologie des climats de la France métropolitaine dans laquelle la commune est exposée à un climat océanique altéré et est dans la région climatique Moyenne vallée de la Loire, caractérisée par une bonne insolation (1 850 h/an) et un été peu pluvieux.
Pour la période 1971-2000, la température annuelle moyenne est de 10,9 °C, avec une amplitude thermique annuelle de 15,4 °C. Le cumul annuel moyen de précipitations est de 668 mm, avec 10,4 jours de précipitations en janvier et 7,4 jours en juillet. Pour la période 1991-2020, la température moyenne annuelle observée sur la station météorologique de Météo-France la plus proche, « Orléans - Bricy », sur la commune de Bricy à 8 km à vol d'oiseau, est de 11,7 °C et le cumul annuel moyen de précipitations est de 635,5 mm,. Pour l'avenir, les paramètres climatiques de la commune estimés pour 2050 selon différents scénarios d'émission de gaz à effet de serre sont consultables sur un site dédié publié par Météo-France en novembre 2022.

### Lieux-dits et écarts
La Croix-Briquet, Saint-Barthélémy, la Mardelle, la Vallée des Francs et les Chapelles.

## Toponymie
Chevilly est l’héritière de l'ancienne Cabilliacum ou villa Cabiliii. Le village s'est en effet développé à partir du domaine du Gaulois Cabilliacus, un riche propriétaire terrien de l'époque gallo-romaine, le vocable en bas latin Caviliacus ou Cabiliacus étant issu du gentilice Cavilius ou Cavillius, suivi du suffixe acus,. La dénomination est attestée dans différents manuscrits : In Aurelianensi comitatu alodus qui dicitur Cilliniacus [Cavilliacus] en 999, Chevilli en 1306,,.
Toutefois jusqu’en 1766, le hameau est englobé dans la paroisse s’appelle d’« Angledou » (Chevilli en la parroisse de Andeglo en 1306 ou Chevilly en paroisse d’Andeglou en 1740). Par arrêté du Conseil d’État du Roi du 3 janvier 1766, la paroisse d’Andeglou transfère son siège à Chevilly et en prend le nom,,. Ainsi la localité apparaît bien sous la dénomination « Chevilly » au XVIIIe siècle sur la Carte de Cassini ou en 1801, dans l'arrêté du 5 vendémiaire an IX portant réduction des justices de paix du département du Loiret.

## Histoire
La réalisation de l'autoroute A19 est à l'origine d'une campagne de diagnostics archéologiques, réalisés par les archéologues de l'Institut national de recherches archéologiques préventives, qui a permis de localiser des sites d'époque gauloise à La Pièce Chameul et au Clocher d'Ambron. Le premier site remonte aux IIIe et IIe siècles av. J.-C.. Le second, plus ancien, remonte au moins à la fin du premier âge du Fer ou hallstatt final.
En 1631, la seigneurie de Chevilly revient à Nicolas Mascot, chanoine de Sainte-Croix d'Orléans, puis à un confrère, Amable Choque. Ce dernier légua ses terres à Nicolas Hatte, écuyer et conseiller du roi.
En 1753, les terres de Chevilly sont vendues à Étienne de Silhouette, conseiller du roi puis contrôleur général des finances de Louis XV.
Jean-François Perrin de Cypierre, intendant de la Généralité d'Orléans, acquit ensuite le domaine, et obtient l'érection de la seigneurie de Chevilly en baronnie en 1764. En 1766, au terme d'un arrêt du Conseil d'État, il obtient également que la paroisse d'Andeglou prenne le nom de la jeune baronnie de Chevilly. Il fait également raser l'église Saint-Germain-d'Andeglou et la chapelle Saint-Barthélémy en 1787, pour ne conserver que celle du château seigneurial construite en 1631 par Nicolas Mascot.
Par la suite, le bourg d'Andeglou, sans église et situé à distance de la grande route de Paris à Toulouse, tombe en déshérence, et le bourg de Langennerie, relais de poste sur la grande route, devient le chef-lieu de la paroisse puis de la commune. C'est ce dernier qui constitue actuellement le bourg de Chevilly. Le vieux cimetière d'Andeglou a peu à peu disparu sous un bois, près duquel une croix établie en 1883 rappelle son existence.

### Révolution française et Empire

#### Nouvelle organisation territoriale
Le décret de l'Assemblée Nationale du 12 novembre 1789 décrète « il y aura une municipalité dans chaque ville, bourg, paroisse ou communauté de campagne ». En 1790, dans le cadre de la création des départements, le Loiret compte alors 367 municipalités, rattachées à 59 cantons et 7 districts. La municipalité de Chevilly est rattachée au canton d'Artenay et au district de Neuville. Le terme « commune », au sens de l’administration territoriale actuelle, est imposé par la Convention nationale avec le décret du 10 brumaire an II (31 octobre 1793) : « La Convention nationale, sur la proposition d’un membre, décrète que toutes les dénominations de ville, bourg ou village sont supprimées et que celle de commune leur est substituée ». Ainsi la municipalité de Chevilly devient formellement « commune de Chevilly » en 1793.
Les cantons sont supprimés, en tant que découpage administratif, par une loi du 26 juin 1793, et ne conservent qu'un rôle électoral, permettant l’élection des électeurs du second degré chargés de désigner les députés,. La Constitution du 5 fructidor an III, appliquée à partir de vendémiaire an IV (1795) supprime les districts, considérés comme des rouages administratifs liés à la Terreur, mais maintient les cantons qui acquièrent dès lors plus d'importance en retrouvant une fonction administrative. Enfin, sous le Consulat, un redécoupage territorial visant à réduire le nombre de justices de paix ramène le nombre de cantons dans le Loiret de 58 à 31,. Chevilly est alors rattachée au canton Neuville et à l'Arrondissement d'Orléans par arrêté du 9 vendémiaire an X (1er octobre 1801),,. En 1806, la commune est rattachée au canton d'Artenay, un canton nouveau formé d'une commune de l'ancien canton d'Ingré, supprimé, de sept communes issues du canton de Neuville et de trois issues du canton de Patay. Cette organisation va rester inchangée jusqu'en 2015.

### Époque contemporaine
Une nouvelle église paroissiale et une nouvelle mairie ont été élevés dans le bourg en 1838. Cette dernière brûle en 1908 et est reconstruite l'année suivante. Le village des Chapelles reçu, pour sa part, une nouvelle église en 1867.
Le chemin de fer arrive en 1843 à Chevilly avec l'ouverture de la gare et de la ligne de la Compagnie du Paris-Orléans.

#### Guerre de 1870
Pendant la Guerre de 1870, Chevilly qui se trouvait sur la ligne de front au nord d’Orléans. le château de Chevilly est tour à tour de quartier général des Bavarois et des Français et des combats se déroulent aux alentours du village.
Les premiers accrochages ont eu lieu en septembre 1870 au hameau de la Croix-Briquet.
Le 10 octobre, pendant la bataille d’Artenay, la brigade de cuirassiers du général Reyau et deux bataillons de mobiles de la Nièvre et du Cher s'étant repliés sur Chevilly, subit de violents tirs de l’artillerie bavaroise et l'ennemi entra dans le village dans l’après-midi et s’y livrent à des exactions.
Le 3 décembre, sous la neige et par un froid intense, se déroulèrent de nouveaux combats : la division Martineau avec le 15e corps de l’Armée de la Loire opposa une résistance héroïque aux troupes prussiennes du prince Frédéric-Charles.

#### Début du XXe siècle
Le 13 juillet 1909, Louis Blériot gagne le prix du voyage de l'Aéro-Club de France en volant avec son monoplan no 11 d'Étampes (Mondésir) à Chevilly, soit 41,5 kilomètres parcourus en 56 minutes,.
Le 1er janvier 1965, la commune voisine de Creuzy est démembrée et sa moitié orientale rattachée à Chevilly (villages et fermes de Creuzy, Chameul et de La Croix-Briquet).
Entre 1969 et 1978, Chevilly est le théâtre des essais de l'Aérotrain de l'ingénieur Jean Bertin. La voie en béton et la gare de Chevilly subsistent encore de nos jours.

### Héraldique
| Blason de Chevilly (Loiret) | Blason  | Taillé : au premier d'azur à l'arbre arraché d'or, au second de gueules à la gerbe de blé d'or ; à la cotice en barre de sinople brochant sur la partition. |
| Blason de Chevilly (Loiret) | Détails | |

## Urbanisme

### Typologie
Au 1er janvier 2024, Chevilly est catégorisée bourg rural, selon la nouvelle grille communale de densité à sept niveaux définie par l'Insee en 2022.
Elle appartient à l'unité urbaine de Chevilly, une unité urbaine monocommunale constituant une ville isolée,. Par ailleurs la commune fait partie de l'aire d'attraction d'Orléans, dont elle est une commune de la couronne,. Cette aire, qui regroupe 136 communes, est catégorisée dans les aires de 200 000 à moins de 700 000 habitants,.

### Occupation des sols
L'occupation des sols de la commune, telle qu'elle ressort de la base de données européenne d’occupation biophysique des sols Corine Land Cover (CLC), est marquée par l'importance des territoires agricoles (60,7 % en 2018), en diminution par rapport à 1990 (62,3 %). La répartition détaillée en 2018 est la suivante : 
terres arables (60,7 %), forêts (33,4 %), zones urbanisées (3,2 %), zones industrielles ou commerciales et réseaux de communication (2,1 %), espaces verts artificialisés, non agricoles (0,6 %).
L'évolution de l’occupation des sols de la commune et de ses infrastructures peut être observée sur les différentes représentations cartographiques du territoire : la carte de Cassini (XVIIIe siècle), la carte d'état-major (1820-1866) et les cartes ou photos aériennes de l'IGN pour la période actuelle (1950 à aujourd'hui).

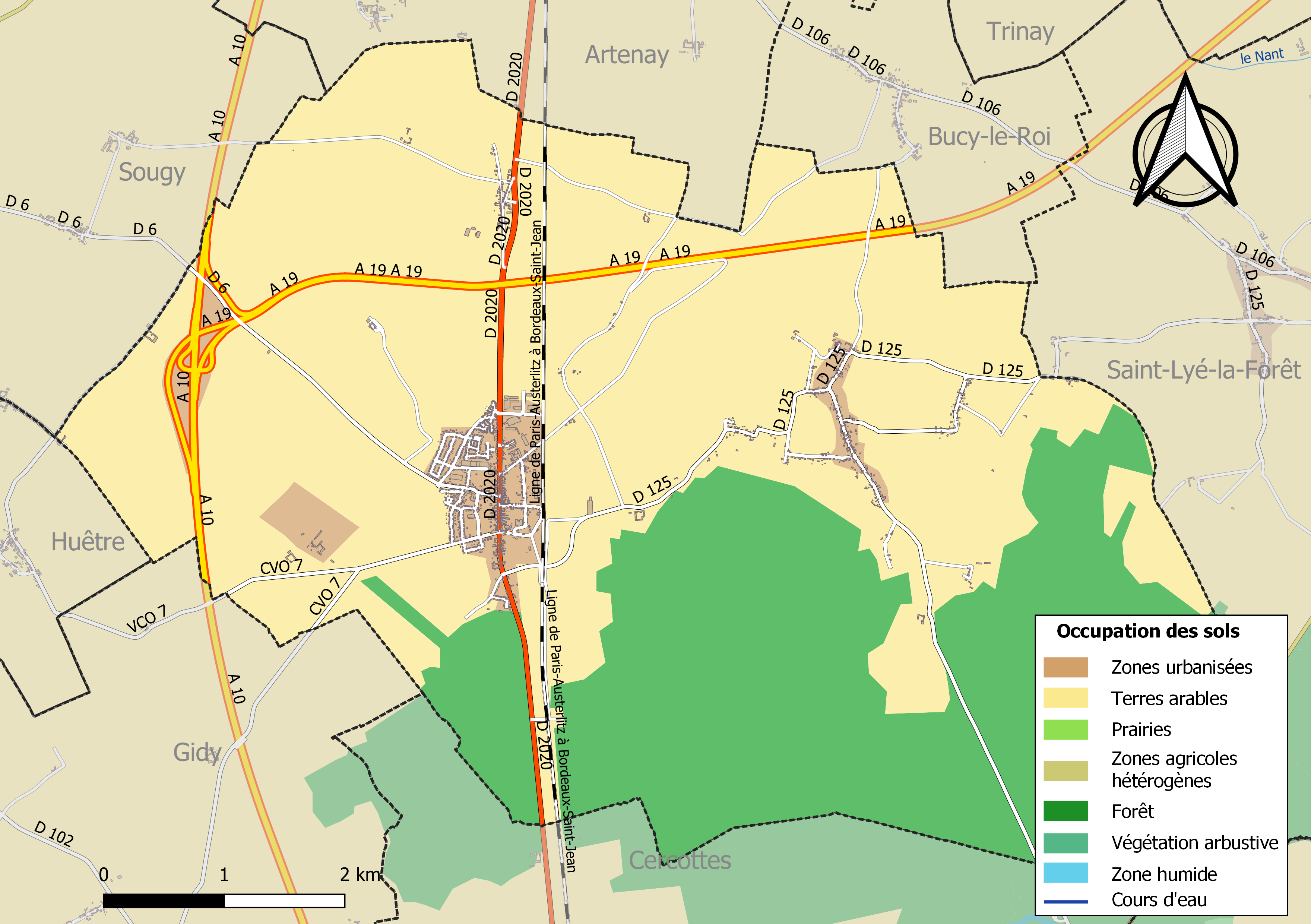
Carte des infrastructures et de l'occupation des sols de la commune en 2018 (CLC).
Carte orthophotographique de la commune en 2016.

### Planification

#### Plan local d'urbanisme
La commune prescrit l'élaboration d'un plan d'occupation des sols en juillet 1978. Le document est approuvé en mars 1986 puis révisé en décembre 1997. Il fait ensuite l'objet d'une révision simplifiée en décembre 2005 puis en novembre 2009.
La loi relative à la solidarité et au renouvellement urbains du 13 décembre 2000, dite loi SRU, complétée par la loi urbanisme et habitat du 2 juillet 2003, marque une évolution de la planification urbaine en créant notamment les plans locaux d’urbanisme (PLU), vecteurs de projets de territoire, appelés à se substituer progressivement aux plans d’occupation des sols. Le PLU contient deux éléments nouveaux par rapport au POS : le plan d'aménagement et de développement durable (PADD), qui exprime le projet de la ville par des orientations générales en matière d'urbanisme, de développement, d'équipement et de préservation de l'environnement et les orientations d'aménagement et de programmation (OAP) qui correspondent à des zooms qui peuvent porter sur des quartiers ou secteurs à mettre en valeur, réhabiliter, restructurer ou aménager, ou sur l'aménagement d'un espace public, etc. Dans ce cadre le conseil municipal prescrit la révision du Plan d’occupation des sols et sa transformation en plan local d'urbanisme le 12 novembre 2015. Tant que ce document n'est pas approuvé, c'est le POS qui tient lieu de document d'urbanisme de référence,.

#### Documents d'orientations intercommunaux
La commune est membre du Pays Loire Beauce, qui regroupe 38 communes. En 2012 les Pays Forêt d'Orléans Val de Loire, Loire Beauce et Sologne Val-sud sont les seuls territoires du département du Loiret ne disposant pas de schéma de cohérence territoriale (SCoT). Compte tenu  de l'intérêt de cet outil pour l'avenir des territoires, les élus de ces pays décident d'engager une démarche commune d'élaboration de SCoT. Le comité syndical du Pays Loire Beauce se prononce majoritairement en janvier 2013 pour prendre la compétence  « Elaboration, gestion et suivi du Schéma de Cohérence Territoriale » dans ses statuts. Le périmètre de SCoT à l'échelle des 38 communes composant le Pays Loire Beauce est arrêté par le Comité Syndical le 26 juin 2013. Les trois SCoT sont lancés officiellement et simultanément à La Ferté-Saint-Aubin le 21 juin 2014, l'assistance à maîtrise d'ouvrage étant confiée à un seul bureau d'études. Après étude et concertation de 2014 à 2017, le document doit être approuvé en 2018.

### Voies de communication et transports

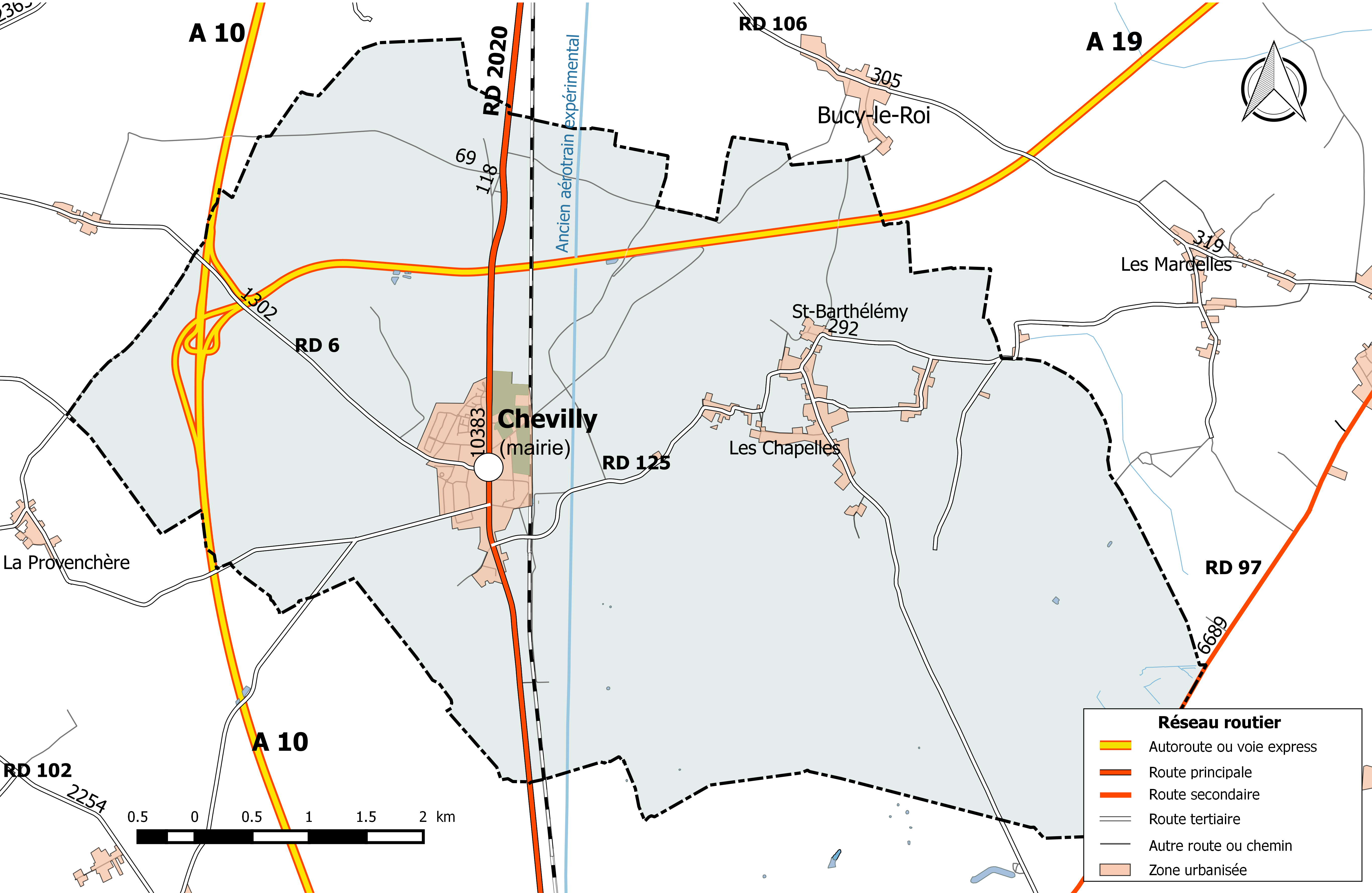
Réseau routier principal de la commune de Chevilly (avec indication du trafic routier 2014).

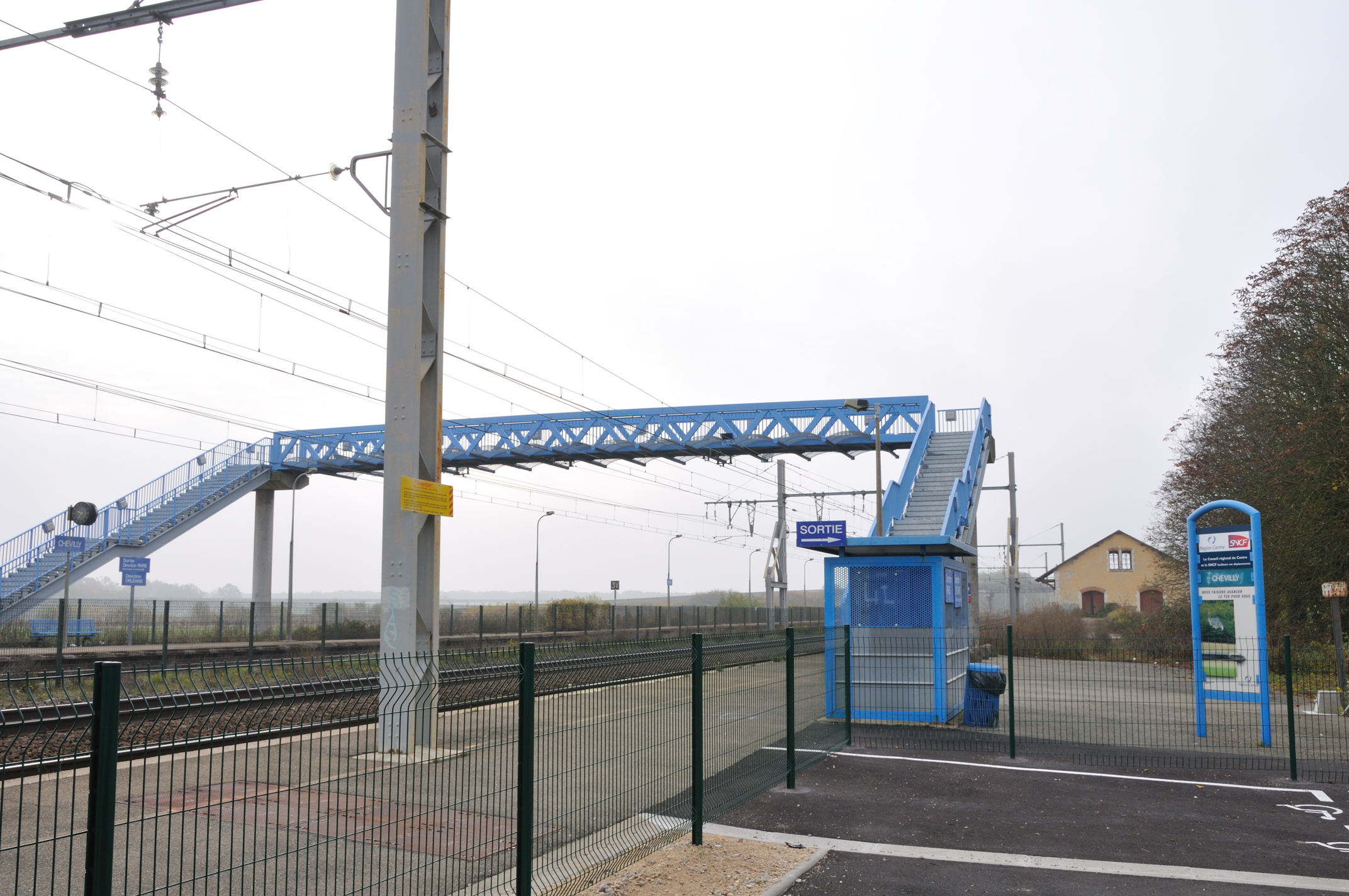
La gare de Chevilly.

#### Infrastructures routières
La commune est traversée par les autoroutes A10 et A19 et quatre routes départementales : la RD 2020, la RD 6, la RD 125 et la RD 706.
L'autoroute A10, dite « L'Aquitaine », relie Paris à Bordeaux (au niveau de sa rocade) via Orléans, Tours, Poitiers et Niort. Elle traverse la partie ouest de la commune. Le nœud autoroutier qui assure tous les échanges avec l'autoroute A19, mise en service en 2009, est entièrement situé sur le territoire communal.
La RD 2020 traverse la commune du nord au sud et constitue l'artère principale du bourg. Il s'agit de l'ancienne Route nationale 20, transférée au département du Loiret par arrêté préfectoral du 22 décembre 2005, consécutivement au décret du 5 décembre 2005 qui définit la nouvelle consistance du réseau routier national et qui prévoit de maintenir dans le réseau routier national que la partie la plus méridionale de la route, entre le débouché de l'A66 et l'Espagne. Cet axe supporte en 2014 un trafic de 10 383 véhicules/jour dans la traversée de la commune. La RD 6 (1 302 véhicules/jour) relie la commune à Rouvray-Sainte-Croix. La RD 125 (292 véhicules/jour) relie la commune à Saint-Lyé-la-Forêt. La RD 706 quant à elle est un petit tronçon de route départementale qui relie le hameau de la Croix-Briquet au hameau de Chevaux en Eure-et-Loir en franchissant l'autoroute A10 et traversant Beaugency le Cuit.
Complétant ces voies, la commune est sillonnée de plusieurs voies communales et chemins ruraux  desservant ses fermes et hameaux et les bourgs environnants.

#### Transports en commun routiers
En 2016, Chevilly est desservie par la ligne régulière no 21 du réseau d'autocars interurbains Ulys qui relie Bazoches-les-Gallerandes - Aschères-le-Marché - Artenay - Orléans. Des correspondances SNCF sont assurées à la gare d'Orléans et TAO et Transbeauce à la Gare routière d'Orléans. À compter du 1er janvier 2017, la compétence des services de transports routiers interurbains, réguliers et à la demande est transférée des départements aux régions, et donc localement du département du Loiret à la région Centre-Val de Loire, consécutivement à la loi NOTRe du 7 août 2015. Dans ce cadre le Réseau de mobilité interurbaine « Rémi » remplace chacun des réseaux départementaux et en particulier le réseau Ulys dans le Loiret et  entre en service à compter de la rentrée scolaire du 4 septembre 2017.

#### Infrastructures ferroviaires
La commune est traversée par la ligne de Paris-Austerlitz à Bordeaux-Saint-Jean, l'une des grandes lignes de chemin de fer radiales françaises partant de Paris en direction du Sud-Ouest du pays. La gare de Chevilly est desservie par des trains Intercités circulant entre Paris-Austerlitz et Orléans, qui ont remplacé en 2011 les trains Aqualys, et des trains TER Centre-Val de Loire circulant entre Paris et Orléans.

### Risques naturels et technologiques
La commune de Chevilly est vulnérable à différents aléas naturels : climatiques (hiver exceptionnel ou canicule), mouvements de terrains ou sismique (sismicité très faible). Elle est également exposée à un risque technologique : le risque de transport de matières dangereuses
.
Entre 1989 et 2019, dix arrêtés ministériels ayant porté reconnaissance de catastrophe naturelle ont été pris pour le territoire de la commune : six  pour des inondations et coulées de boues et quatre pour des mouvements de terrains.

#### Risques naturels
Le territoire de la commune peut être concerné par un risque d'effondrement de cavités souterraines non connues. Une cartographie départementale de l'inventaire des cavités souterraines et des désordres de surface a été réalisée. Il a été recensé sur la commune plusieurs effondrements de cavités.
Par ailleurs, le sol du territoire communal peut faire l'objet de mouvements de terrain liés à la sécheresse. Le phénomène de retrait-gonflement des argiles est la conséquence d'un changement d'humidité des sols argileux. Les argiles sont capables de fixer l'eau disponible mais aussi de la perdre en se rétractant en cas de sécheresse. Ce phénomène peut provoquer des dégâts très importants sur les constructions (fissures, déformations des ouvertures) pouvant rendre inhabitables certains locaux. Celui-ci a particulièrement affecté le Loiret après la canicule de l'été 2003. Une grande partie du territoire de la commune est soumise à un aléa « fort » face à ce risque, selon l'échelle définie par le Bureau de recherches géologiques et minières (BRGM).
Depuis le 22 octobre 2010, la France dispose d’un nouveau zonage sismique divisant le territoire national en cinq zones de sismicité croissante. La commune, à l’instar de l’ensemble du département, est concernée par un risque très faible.

#### Risques technologiques
La commune est exposée au risque de transport de matières dangereuses, en raison du passage sur son territoire d'un oléoduc exploité par la société Trapil, d'une ligne de transport ferroviaire et d'itinéraires routiers structurants supportant un fort trafic (les routes départementales A10-A19-D2020),.

## Politique et administration

### Découpage territorial
La commune de Chevilly est membre de la communauté de communes de la Beauce loirétaine, un établissement public de coopération intercommunale (EPCI) à fiscalité propre créé le 26 décembre 2012 dont le siège est à Patay. Ce dernier est par ailleurs membre d'autres groupements intercommunaux. En 2020, ces organismes sont le syndicat pour la gestion de la fourrière animale des communes et communautés du Loiret, l’Agence Loiret Numérique, le SMIRTOM de la région d'Artenay, le SMAH du bassin de la Retrêve et de son affluent le ruisseau du Renard et le PETR Pays Loire Beauce.
Le Pays Loire Beauce constitue un « Territoire de Projets » au sens de la Loi du 25 juin 1999 d'orientation pour l'aménagement et le développement durable du territoire, dite Loi Voynet. En mai 2017, le syndicat mixte de Pays s'est transformé en Pôle d'équilibre territorial et rural conformément à la loi MAPTAM de 2014.
Sur le plan administratif, elle est rattachée à l'arrondissement d'Orléans, au département du Loiret et à la région Centre-Val de Loire. Sur le plan électoral, elle dépend du  canton de Meung-sur-Loire pour l'élection des conseillers départementaux, depuis le redécoupage cantonal de 2014 entré en vigueur en 2015, et de la deuxième circonscription du Loiret  pour les élections législatives, depuis le dernier découpage électoral de 2010.

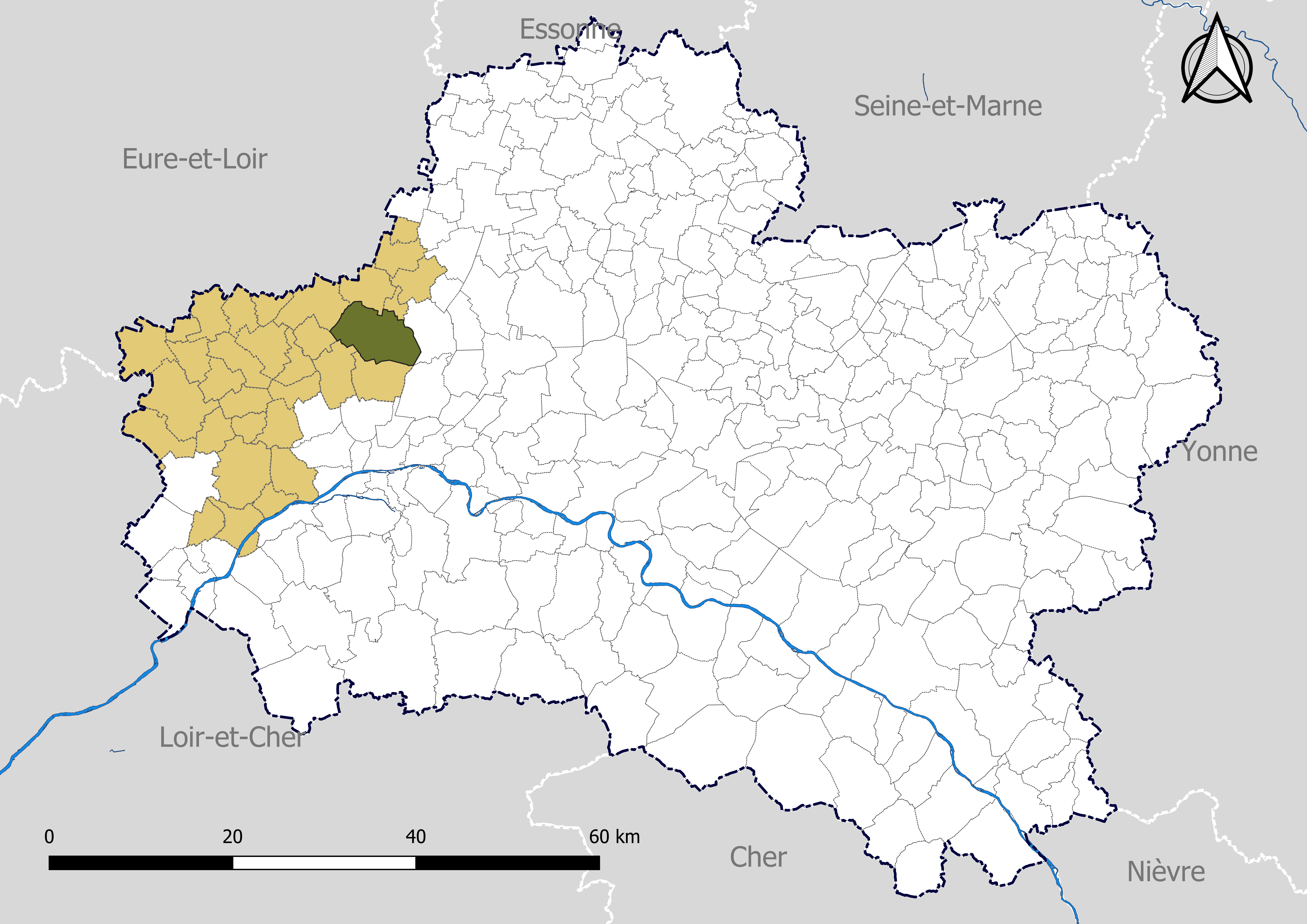
Chevilly dans le canton de Meung-sur-Loire en 2020.
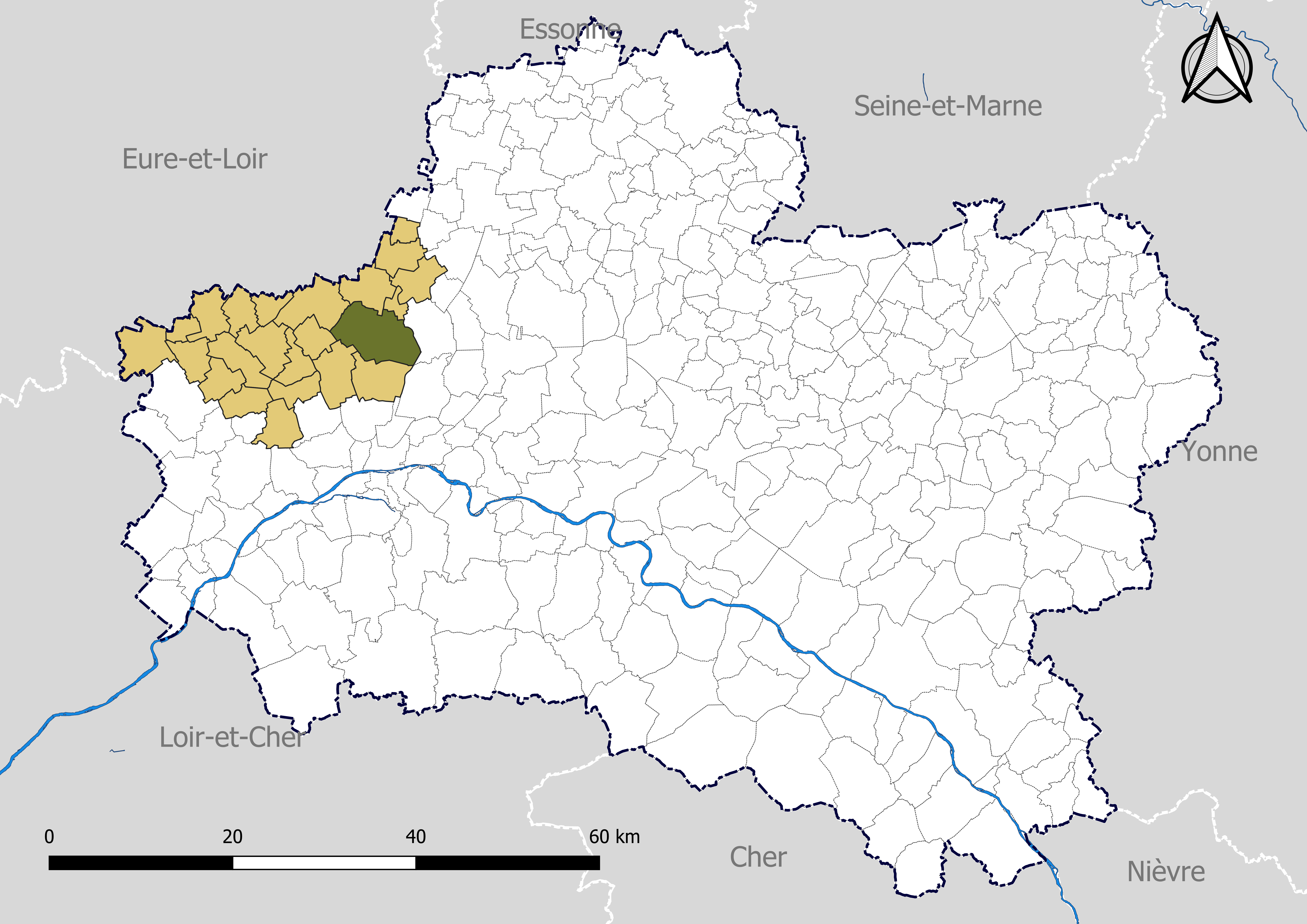
Chevilly dans la communauté de communes de la Beauce loirétaine en 2020.
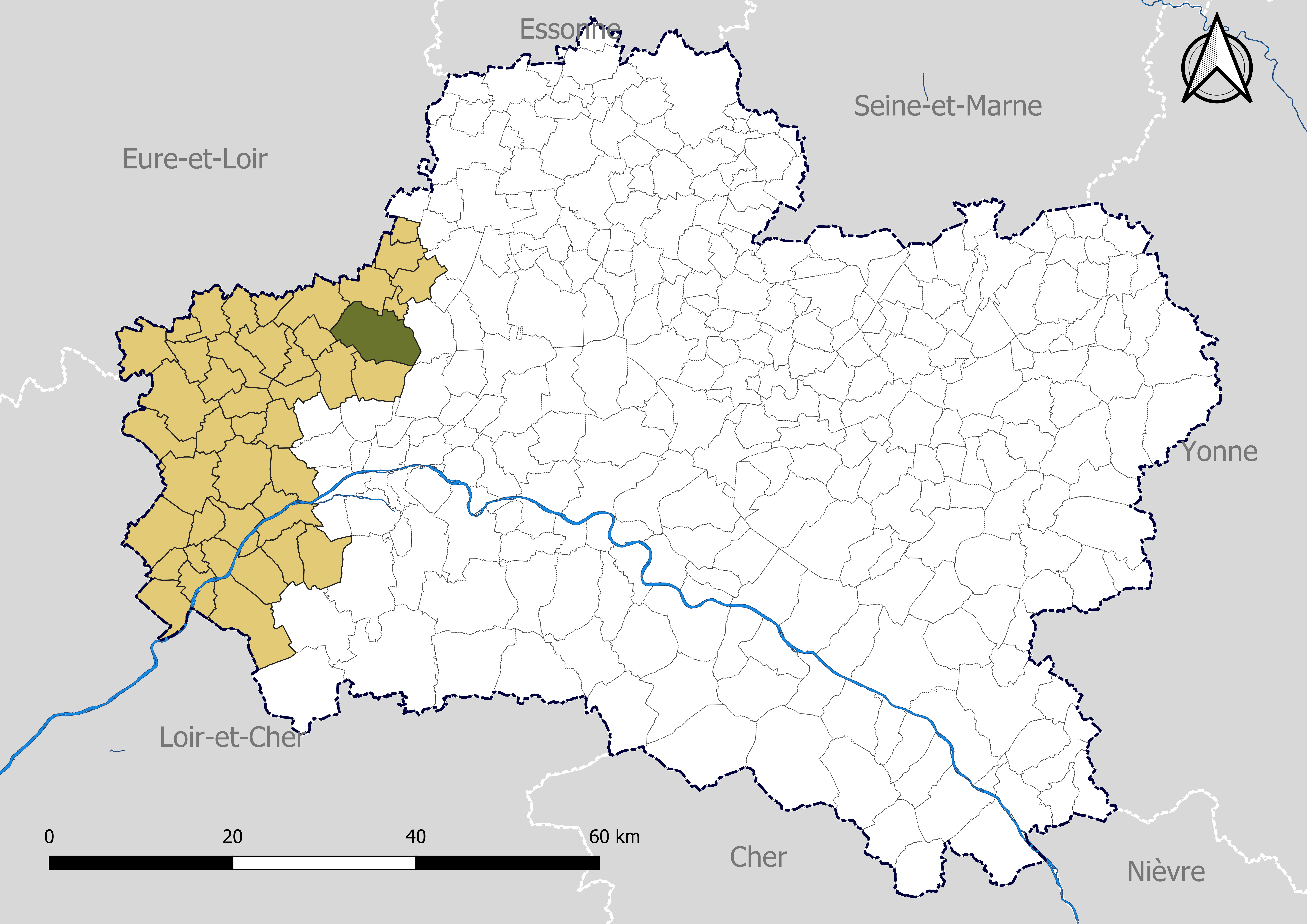
Chevilly dans le Pôle d'équilibre territorial et rural (PETR) Loire Beauce en 2020.
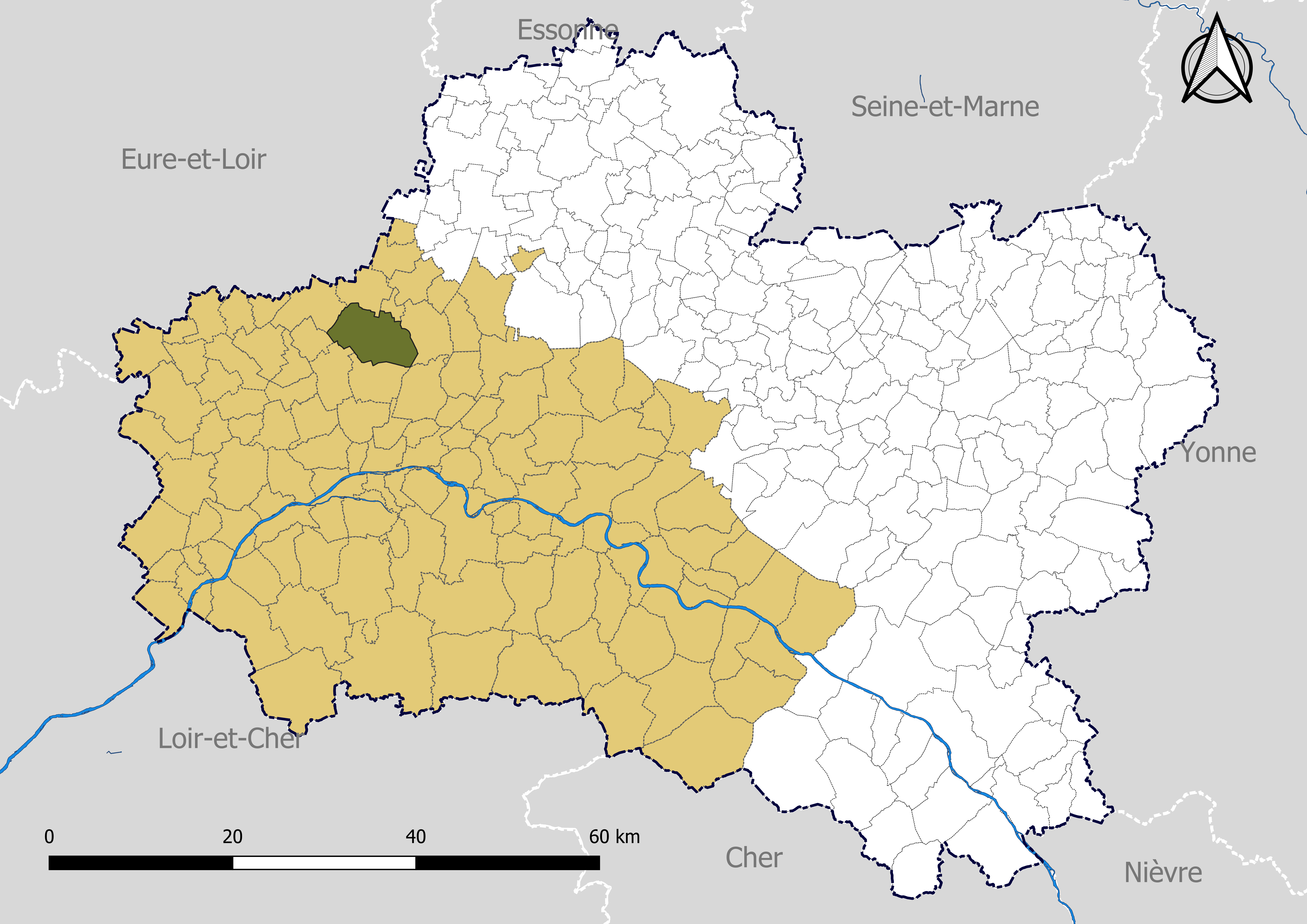
Chevilly dans l'arrondissement d'Orléans en 2020.

### Politique et administration municipales

#### Conseil municipal et maire
Depuis les élections municipales de 2014, le conseil municipal  de Chevilly, commune de plus de 1 000 habitants, est élu au scrutin proportionnel de liste à deux tours (sans aucune modification possible de la liste), pour un mandat de six ans renouvelable. Il est composé de 23 membres. L'exécutif communal, est constitué par le maire, élu par le conseil municipal, parmi ses membres, pour un mandat de six ans, c'est-à-dire pour la durée du mandat du conseil.
| Période                                  | Période   | Identité         | Étiquette         | Qualité |
| ---------------------------------------- | --------- | ---------------- | ----------------- | --- |
| Les données manquantes sont à compléter. |           |                  |                   | |
| 1900                                     | 1921      | Armand Gassot    |                   | |
| 1921                                     | 1929      | Paul Faucheux    |                   | |
| 1929                                     | 1935      | Eugène Souville  |                   | |
| 1935                                     | 1950      | Jean Darblay     | FR, PRL, CNI → RI | Agriculteur Conseiller général du canton d'Artenay (1927-1940 et 1945-1949)                                |
| 1950                                     | 1959      | Marc Pinçon      |                   | |
| 1959                                     | 1971      | Lucien Paillet   |                   | |
| 1971                                     | 1977      | Olivier Séverac  |                   | Médecin |
| 1977                                     | mars 1983 | Pierre Sevin     | DVD               | Agriculteur                                                                                                |
| mars 1983                                | mars 2008 | Philippe Paillet | RPR → UMP         | Agriculteur Conseiller général du canton d'Artenay (1998-2011) Vice-président du conseil général du Loiret |
| mars 2008                                | mars 2014 | André Terrasse   |                   | Ingénieur agronome                                                                                         |
| mars 2014                                | mai 2020  | Bernard Texier   |                   | Retraité de la fonction publique                                                                           |
| mai 2020                                 | En cours  | Hubert Jolliet,  |                   | Ancien employé                                                                                             |

### Jumelages
Curry Rivel (Royaume-Uni)

## Équipements et services

### Environnement

#### Gestion des déchets
Au 31 décembre 2016, la commune est membre du SIRTOM de la région d'Artenay (SIRTOMRA). Celui-ci assure la collecte et le traitement des ordures ménagères résiduelles en porte à porte, des emballages ménagers recyclables en porte à porte ou en points d’apport volontaire, du verre en points d’apport volontaire et des papiers en points d’apport volontaire. Un réseau de quatre déchèteries accueille les encombrants et autres déchets spécifiques (déchets verts, déchets dangereux, gravats, ferraille, cartons…). La déchèterie la plus proche de la commune est située sur la commune d'Artenay.
L'élimination et la valorisation énergétique des déchets est effectuée dans l'outil de traitement appelé BEGEVAL, installé à Pithiviers et géré par le syndicat de traitement Beauce Gâtinais Valorisation (BGV) qui regroupe le territoire des trois syndicats de collecte : SMETOM, SITOMAP et SIRTOMRA. Cet outil est composé d’un centre de valorisation matière qui trie les emballages issus de la collecte sélective, les journaux-magazines et les cartons de déchetteries, et d’un centre de valorisation énergétique qui incinère les ordures ménagères résiduelles et le tout-venant incinérable des déchetteries ainsi que les refus du centre de tri.
Depuis le 1er janvier 2017, la « gestion des déchets ménagers » ne fait plus partie des compétences de la commune mais est une compétence obligatoire de la communauté de communes de la Beauce loirétaine, en application de la loi NOTRe du 7 août 2015.

#### Production et distribution d'eau
Le service public d’eau potable est une compétence obligatoire des communes depuis l’adoption de la loi du 30 décembre 2006 sur l’eau et les milieux aquatiques. Au 31 décembre 2016, la production et la distribution de l'eau potable sur le territoire communal sont assurées par la commune.
La loi NOTRe du 7 août 2015 prévoit que le transfert des compétences « eau et assainissement » vers les communautés de communes sera obligatoire à compter du 1er janvier 2020. Le transfert d’une compétence entraîne  de  facto  la  mise  à disposition  gratuite  de  plein droit des biens, équipements et services publics utilisés, à la date du transfert, pour l'exercice de ces compétences et la substitution de la communauté dans les droits et obligations des communes,.

#### Assainissement
La compétence assainissement, qui recouvre obligatoirement la collecte, le transport et l’épuration des eaux usées, l’élimination des boues produites, ainsi que le contrôle des raccordements aux réseaux publics de collecte, est assurée  par la commune elle-même.
La commune est raccordée à une station d'épuration située sur le territoire communal mise en service le 1er mai 1987 et dont la capacité nominale de traitement est de  3 000 EH, soit 610 m3/jour. Cet équipement utilise un procédé d'épuration biologique dit « à boues activées ». Son exploitation est assurée par Chevilly,.
L’assainissement non collectif (ANC) désigne les installations individuelles de traitement des eaux domestiques qui ne sont pas desservies par un réseau public de collecte des eaux usées et qui doivent en conséquence traiter elles-mêmes leurs eaux usées avant de les rejeter dans le milieu naturel. En 2016, la communauté de communes de la Beauce loirétaine assure le service public d'assainissement non collectif (SPANC), qui a pour mission de vérifier la bonne exécution des travaux de réalisation et de réhabilitation, ainsi que le bon fonctionnement et l’entretien des installations,.

## Population et société

### Démographie
L'évolution du nombre d'habitants est connue à travers les recensements de la population effectués dans la commune depuis 1793. Pour les communes de moins de 10 000 habitants, une enquête de recensement portant sur toute la population est réalisée tous les cinq ans, les populations de référence des années intermédiaires étant quant à elles estimées par interpolation ou extrapolation. Pour la commune, le premier recensement exhaustif entrant dans le cadre du nouveau dispositif a été réalisé en 2007.
En 2022, la commune comptait 2 653 habitants, en évolution de −1,3 % par rapport à 2016 (Loiret : +1,89 %, France hors Mayotte : +2,11 %).
| 1793  | 1800  | 1806  | 1821  | 1831  | 1836  | 1841  | 1846  | 1851  |
| ----- | ----- | ----- | ----- | ----- | ----- | ----- | ----- | ----- |
| 1 106 | 1 058 | 1 118 | 1 231 | 1 281 | 1 387 | 1 459 | 1 397 | 1 450 |

| 1856  | 1861  | 1866  | 1872  | 1876  | 1881  | 1886  | 1891  | 1896  |
| ----- | ----- | ----- | ----- | ----- | ----- | ----- | ----- | ----- |
| 1 394 | 1 424 | 1 499 | 1 424 | 1 443 | 1 409 | 1 441 | 1 464 | 1 407 |

| 1901  | 1906  | 1911  | 1921  | 1926  | 1931  | 1936  | 1946  | 1954  |
| ----- | ----- | ----- | ----- | ----- | ----- | ----- | ----- | ----- |
| 1 311 | 1 265 | 1 256 | 1 143 | 1 093 | 1 131 | 1 092 | 1 240 | 1 197 |

| 1962  | 1968  | 1975  | 1982  | 1990  | 1999  | 2006  | 2007  | 2012  |
| ----- | ----- | ----- | ----- | ----- | ----- | ----- | ----- | ----- |
| 1 325 | 1 456 | 2 073 | 2 626 | 2 485 | 2 382 | 2 406 | 2 410 | 2 647 |

| 2017  | 2022  | - | - | - | - | - | - | - |
| ----- | ----- | - | - | - | - | - | - | - |
| 2 662 | 2 653 | - | - | - | - | - | - | - |

## Culture locale et patrimoine

### Lieux et monuments
- Le château de Chevilly du XVIIe siècle, transformé par l'architecte Jean-Benoît-Vincent Barré pour Jean-François Perrin de Cypierre, intendant de la généralité d'Orléans, et son épouse, Florimonde Parat de Montgeron. La façade sur le parc est ornée d'un ordre dorique. La chapelle fut classée monument historique le 23 février 1965[101]. Le château est agrémenté de jardins[102].
- Le château de Cossoles.
- L'église Saint-Germain, de style néo-classique et dont la première pierre fut posée le 25 juin 1838[103].
- La cave de la Motte. Située à proximité du hameau d'Etendue, la motte, en forme de tronc de cône très régulier, mesure 50 mètres de diamètre à la base et 34 mètres au sommet pour une hauteur de 2,50 à 3,50 mètres au-dessus du fond des fossés. Au sommet de la motte et dans le fossé, présence de deux excavations qui pourraient correspondent à un souterrain ou une cave ; argument renforcé par son patronyme[104].
- Le clocher d'Ambron a fait l'objet d'un diagnostic archéologique. Il a permis la découverte d'un site gaulois de la Tène D1a. Il s'agit d'un enclos fossoyé aperçu en partie seulement, sur trois hectares. Cette installation agro-pastorale a fourni des éléments datant (poteries) et des restes de faune domestique (bœufs, porcs, chevaux). Le site présente trois phases d'occupation : deux fosses datées de la fin du premier Âge du Fer ou Hallstatt final ; un enclos formé de fossés rectilignes avec un profil en « V » à fond plat au centre d'un système parcellaire. Les structures découvertes sont essentiellement en creux et destinées au stockage de céréales. L'une d'elles atteint 16 m³ ; des fossés de palissade délimitent les différents espaces internes de cet habitat. Des fragments d'amphores de type Dressel A et autres tessons de poterie permettent d'attribuer une datation de l'occupation vers la fin du IIe siècle avant notre ère, vers -120 ; une enceinte fossoyée ovalaire, avec un bâtiment de neuf mètres sur six avace l'extrémité est en abside. La découverte de fragments de céramiques permet une attribution chronologique à la période augustéenne.
- La pièce de Chameul est un habitat de la fin de l'Âge du Fer. Il combine une nécropole d'une quarantaine de tombes remontant aux IIIe et IIe siècles av. J.-C. et un habitat rural aristocratique celtique. Celui-ci a révélé des amphores à vin importées de Grèce et d'Italie ainsi qu'une lame de faux du IIIe siècle avant notre ère.
- Le viaduc de l'aérotrain.
- La gare de Chevilly.
- La statue de Notre Dame des Champs.

### Patrimoine naturel

#### Site Natura 2000
Le réseau Natura 2000 est un réseau écologique européen de sites naturels d’intérêt écologique élaboré à partir des Directives « Habitats » et « Oiseaux ». Ce réseau est constitué de Zones Spéciales de Conservation (ZSC) et de Zones de Protection Spéciale (ZPS). Dans les zones de ce réseau, les États Membres s'engagent à maintenir dans un état de conservation favorable les types d'habitats et d'espèces concernés, par le biais de mesures réglementaires, administratives ou contractuelles. L'objectif est de promouvoir une gestion adaptée des habitats tout en tenant compte des exigences économiques, sociales et culturelles, ainsi que des particularités régionales et locales de chaque État Membre. les activités humaines ne sont pas interdites, dès lors que celles-ci ne remettent pas en cause significativement l’état de conservation favorable des habitats et des espèces concernés,.
Un site Natura 2000 est présent sur le territoire communal de Chevilly :
| Numéro    | Type                                     | Nom                           | Arrêté de classement | Localisation                                                 |
| --------- | ---------------------------------------- | ----------------------------- | -------------------- | ------------------------------------------------------------ |
| FR2400524 | SIC (directive "Habitats, faune, flore") | Forêt d’Orléans et périphérie | 20 août 2014         | Deux noyaux sont localisés dans la partie sud de la commune. |

Le site de la « forêt d'Orléans et périphérie » d'une surface totale de 2 226,40 ha, est morcelé en 38 entités. Celles-ci, de tailles variables (de 0,9 à 347 ha), sont disséminées sur les trois massifs et leurs périphéries. Au cours de la réalisation du document d'objectifs, à la suite des inventaires de terrain, l'absence d'habitat ou habitat d'espèce d'intérêt communautaire dans certaines entités a conduit à la proposition de leur suppression (13 entités concernées, pour une surface totale de 207,90 ha). L'intérêt du site réside dans la qualité des zones humides (étangs, tourbières, marais, mares), la grande richesse floristique, avec un intérêt élevé pour les bryophytes, les lichens et les champignons. 17 habitats naturels d’intérêt communautaire sont répertoriés sur le site qui présente aussi un intérêt faunistique, notamment l’avifaune, les chiroptères, les amphibiens et les insectes. Ce site présente une faible vulnérabilité dans les conditions actuelles de gestion ; il s’agit en effet de parcelles de forêt domaniale dont la gestion actuelle n’induit pas de contraintes particulières pour les espèces citées. Certaines comme le balbuzard pêcheur font l’objet d’une surveillance. D’autres espèces justifieraient un suivi, comme le sonneur à ventre jaune, l’aigle botté, la pie-grièche écorcheur.

#### Zones nationales d'intérêt écologique, faunistique et floristique
L’inventaire des zones naturelles d'intérêt écologique, faunistique et floristique (ZNIEFF) a pour objectif de réaliser une couverture des zones les plus intéressantes sur le plan écologique, essentiellement dans la perspective d’améliorer la connaissance du patrimoine naturel national et de fournir aux différents décideurs un outil d’aide à la prise en compte de l’environnement dans l’aménagement du territoire. Le territoire communal de Chevilly ne comprend pas de  ZNIEFF.

### Personnalités liées à la commune
- Étienne de Silhouette (1709-1767), contrôleur général des finances du roi Louis XV, ancien propriétaire du château de Chevilly.
- Louis Darblay (1851-1927), homme politique, député du Loiret de 1901 à 1906.
- Robert Porchon (1894-1915), officier français « mort pour la France » ; né dans la commune, frère d'armes de l'écrivain Maurice Genevoix qui lui a dédié son ouvrage Ceux de 14, son nom figure sur le monument aux morts de Chevilly.
- Henri Moigneu (1887-1937), international français de football est né dans la commune.
- Bernard Derosier, homme politique français, né en 1939 dans la commune.